# Sugar and the Lollipops
Sugar & The Lollipops was een Nederlandse popgroep uit Arnhem die in februari 1981 een hit had in Nederland met de song I can dance, die een veertiende positie in de Top 40 behaalde en zelfs een eerste plaats in de Deense hitparade. Andere nummers waren Dancing dynamo, dat een dertigste positie in de Top 40 haalde dat jaar en Like a rollercoaster.
De bezetting bestond uit zangeres Monica Gebbink, basgitarist Caspar van Haalen, achtergrondzanger en drummer Johan van Haalen,  zanger en gitarist Ray van Haalen en zanger en gitarist René Jurriën.
Op 18 augustus 2007 werd bekend dat de zangeres van de groep, Monica Gebbink, op 48-jarige leeftijd is overleden. Na de kortstondige carrière met de Lollipops in 1981-1982 heeft ze het nog even geprobeerd met een solocarrière onder de naam Sugar.